# Orante (tema iconográfico)

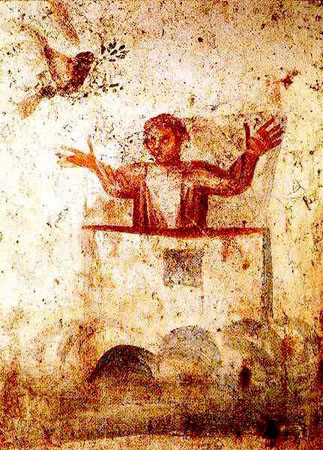
Representación de Noé en postura de orante.

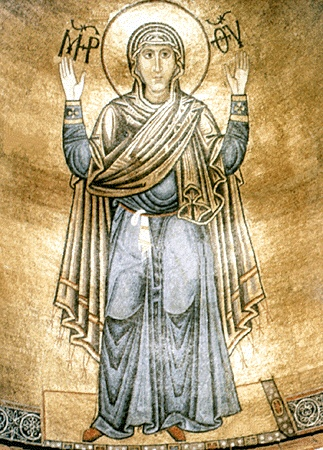
La Virgen orante de la Catedral de Santa Sofía de Kiev.

El  hombre orante, palabra proveniente del Latín orans, es un tema iconográfico del arte paleocristiano donde se representa a una persona con las manos extendidas en gesto de plegaria. Se trata de una posición típica de la oración que se encuentra atestiguada, por ejemplo, en algunos textos del Antiguo Testamento (cf. Éx 17, 11, Lm 3, 41, Sal 118, 48, etc.) El gesto también es mencionado en algunas obras de la antigüedad, como una carmina donde Catulo afirma que a Calvo no le quedaba más remedio que dirigirse a los dioses elevando las manos (Carm 53, 4-5). También Virgilio narra que Anquises habría tendido las manos al cielo para pedir a Zeus (En II 687; véase también: En VI 314).
Sin embargo, en la antigüedad el gesto fue poco representado en el arte y personificaba la pietas, como virtud en monedas y estatuas. Con este mismo sentido de sumisión a las autoridades políticas fue utilizado en los primeros sarcófagos paleocristianos y en las catacumbas. 
Luego fue usada abundantemente para pintar o esculpir algunas figuras de historias del Antiguo y del Nuevo Testamento como Noé, Daniel, Susana, el ciego que agradece la curación a Jesús o el leproso en idéntica actitud. Así se fue alejando de su original sentido de invocación u oración. Cuando la figura de algún orante se coloca cerca de la del Buen Pastor se suele interpretar como el alma de algún fallecido que es salvada por Cristo. También se le ha dado la interpretación de la paz que alcanza el hombre en la paz divina o la felicidad del Cielo. 
Los textos del Nuevo Testamento (cf. 1Tm 2, 8) o de los Padres apostólicos subrayan que la actitud del cristiano ha de ser la de orar alzando las manos pero también ofreciendo a Dios su vida santa. Tertuliano menciona que el gesto es "rogando, sin elevar las manos excesivamente, con modestia y moderación". Por ello, autores como Fabrizio Bisconti sostienen que no se debe retirar fácilmente el sentido de plegaria que el tema tiene incluso cuando el contexto lleve a significados más profundos (relación salvador-salvado) o actitudes diversas (gratitud, alegría, etc.)

Los cristianos primitivos vieron en la costumbre de orar con las manos extendidas una figura de Cristo en la Cruz. 
“Debido a que los primeros cristianos eran judíos, naturalmente levantaban las manos en oración, como las figuras encontradas en las catacumbas en la posición de orans y la literatura de la iglesia primitiva indica la práctica generalizada de esta posición de orador. En los siglos primero al tercero, Marco Minucio Félix, Clemente de Roma, Clemente de Alejandría y Tertuliano aconsejaron a los cristianos levantar las manos en oración, o al menos mencionaron la práctica. La diferencia distintiva, sin embargo, fue que los cristianos vieron en la figura del hombre orante la figura de la cruz.”